# Quatre Coursiers afghans
Quatre Coursiers afghans est une série de quatre portraits de chevaux afghans offerts en 1763 à l'empereur Qianlong, et peints sur un rouleau de soie par le missionnaire jésuite milanais Giuseppe Castiglione (alias Lang Shinin en pinyin), durant son séjour à la cour. Ces peintures, commandées peu avant la mort de Castiglione, présentent des informations détaillées sur chacun des chevaux, en quatre langues : ouïghour, chinois, mandchou et mongol. Elles sont désormais conservées au musée national du Palais, à Taïwan.

## Contexte
L'État afghan de l'époque est situé au nord de l'Afghanistan moderne, au sud-ouest du Badakhshan, constituant l’État vassal le plus à l'ouest dans les confins musulmans de l'empire Qing. Au cours du douzième mois lunaire de la 28e année du règne de l'empereur Qianlong, soit en 1763, Ahmad Shah Durrānī paie son tribut en envoyant quatre excellents chevaux. Il envoie aussi un émissaire lui présenter un certificat diplomatique en feuille d'or, contenant les informations à propos de ce don de chevaux de race pure, puis compose une chanson à propos de ces « Quatre Coursiers afghans ». Il échoue cependant dans sa mission de laisser une bonne impression à l'empereur. À l'époque, l'empire Qing est une entité politique multiethnique.
En 1762, l'empereur Qianlong, alors âgé de 50 ans, commande à Castiglione, qui en a 74, le portrait des quatre chevaux que ses vassaux afghans viennent de lui offrir. Il est possible que l'empereur ait été inspiré par la peinture des Cinq chevaux offerts en tribut réalisée par Li Gonglin. Il s'agit d'une des ultimes œuvres de Castiglione, et de son dernier portrait de chevaux connu.

## Description
Les peintures de Giuseppe Castiglione montrent les corps des chevaux en plein, leurs crinières étant d'une teinte différente du corps. Il les a représentés sous différents angles, en suggérant du mouvement grâce aux levés des membres. Il a également indiqué une source de lumière pour atténuer les teintes, et donner ainsi aux chevaux un effet volumétrique. 
Les chevaux représentés sont d'un modèle plus fin, plus fringant et moins rond que ceux de la série des Dix coursiers. 
Ces peintures comportent des inscriptions en chinois, en mandchou, en mongol et en ouïghour, indiquant le nom, la hauteur et la longueur des chevaux. Prises individuellement, ces inscriptions semblent n'être que des traductions les unes des autres. Cependant, elles ne donnent pas les mêmes informations, et sont en étroite interaction. Les inscriptions en ouïghour n'ont été traduites qu'en 2013.

### Chaoercong

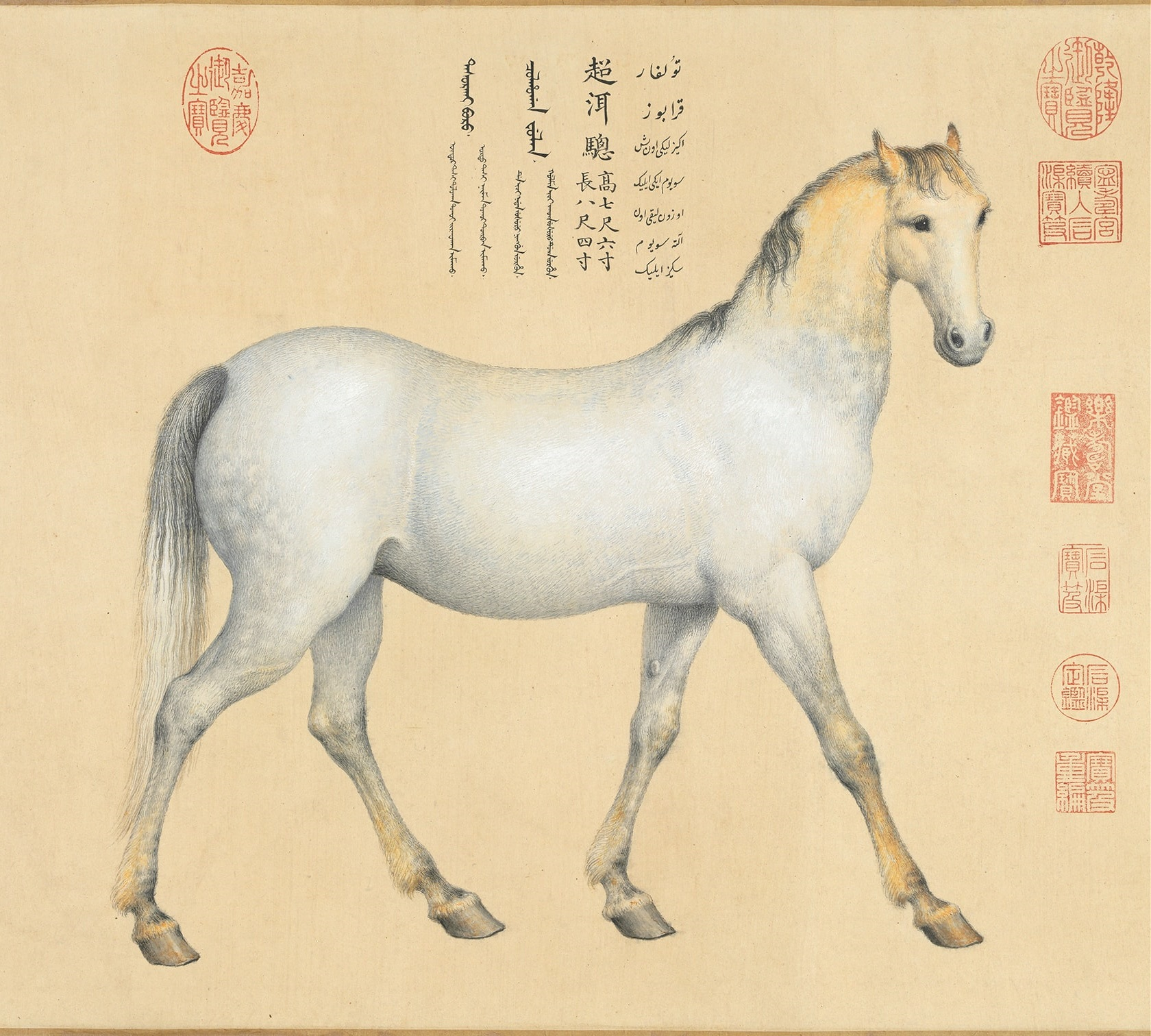
Chaoercong (超洱骢), « Pie excessif ».

Ce cheval, qui est le premier à apparaître lorsque l'on déroule le rouleau, marche vers la droite et présente une robe de couleur gris pommelé.

### Laiyuanlua

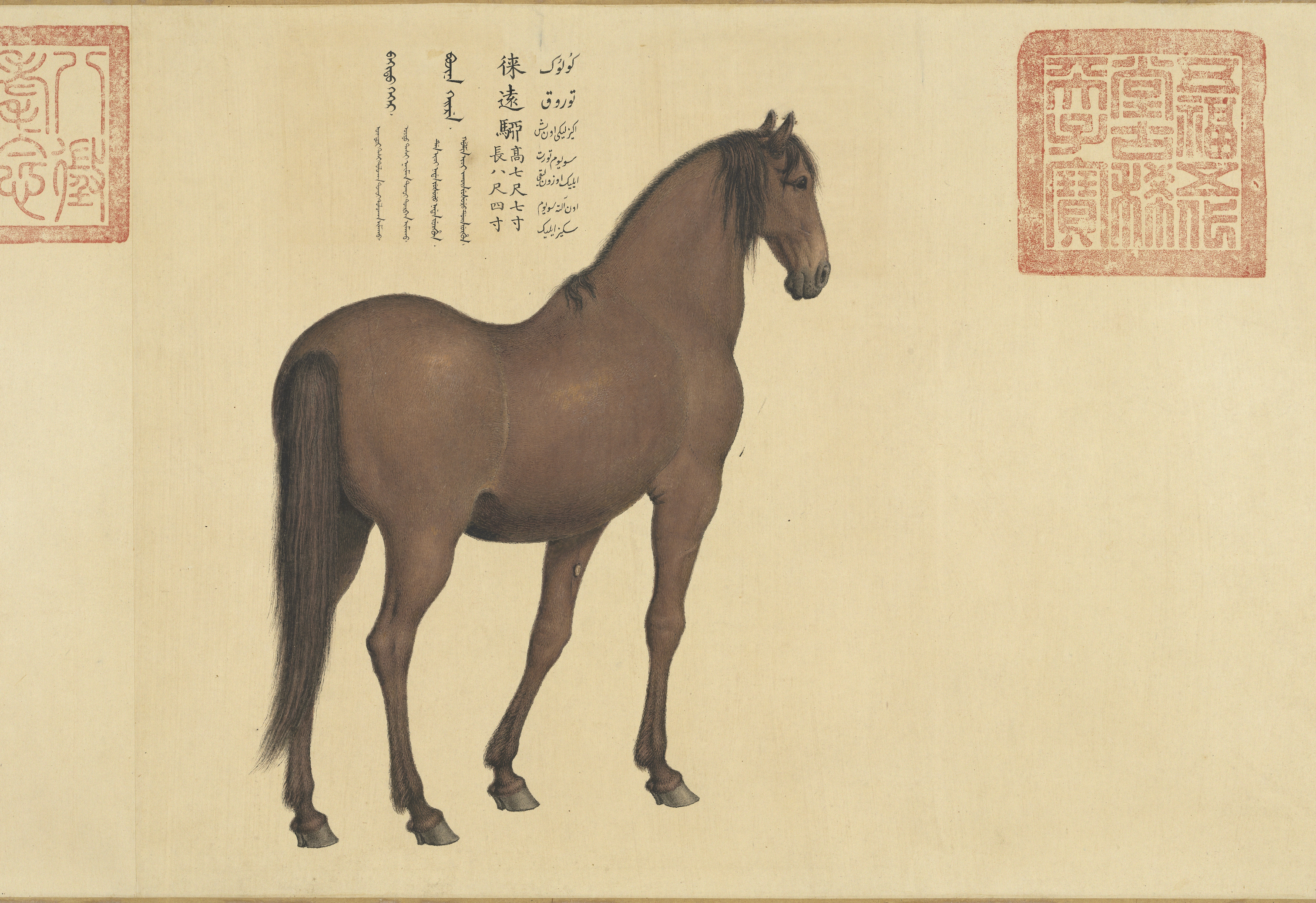
Laiyuanliu (徕远骝), « Bai très étendu ».

Ce cheval est représenté de trois-quarts arrière, tourné vers la droite, et porte une robe alezan brûlé.

### Yuekulai

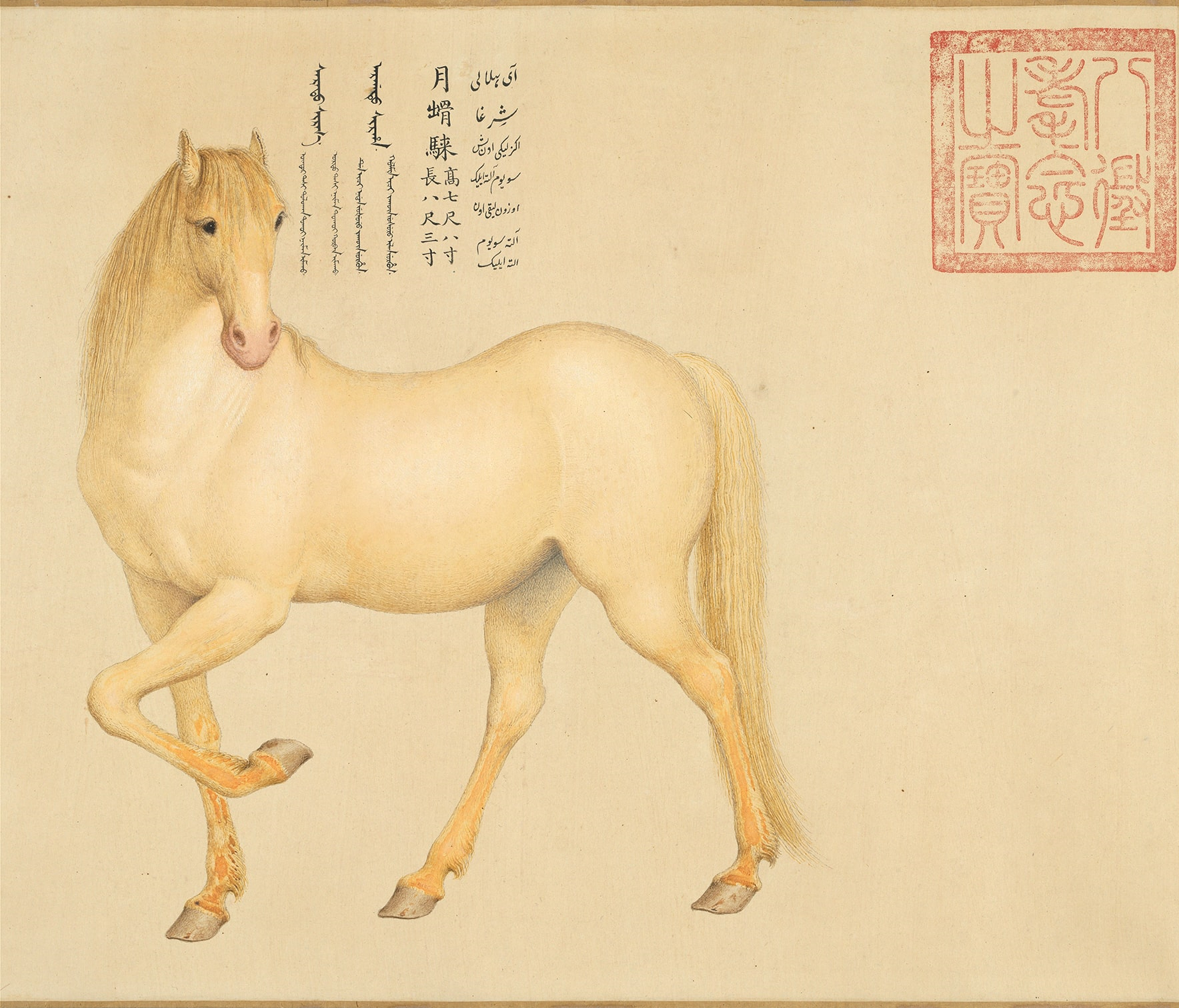
Yuekulai (月骨騋), « Cheval lune de sept chi ».

Ce cheval marchant vers la gauche est dépeint de couleur jaune, peut-être une robe palomino. Son membre antérieur gauche est très relevé.
Le nom du cheval Yuekulai, a fait l'objet d'interprétations et de traductions. Yueku est employé dans les textes en chinois classique pour désigner le lieu où se trouve la lune, ou bien la lumière de la lune. Lai désigne un cheval de sept chi de haut.
L'inscription en mandchou est argatu sirha ; argatu désigne un cerf ou un chevreuil mâle, et sirha est une variante de sirga, désignant une couleur dans les rouge-brun chez les chevaux et les cervidés. La référence au cerf est probablement à comprendre comme un renvoi à la couleur de robe pâle du mâle. Le mot sirga semble renvoyer à une couleur claire.

### Lingkunbai

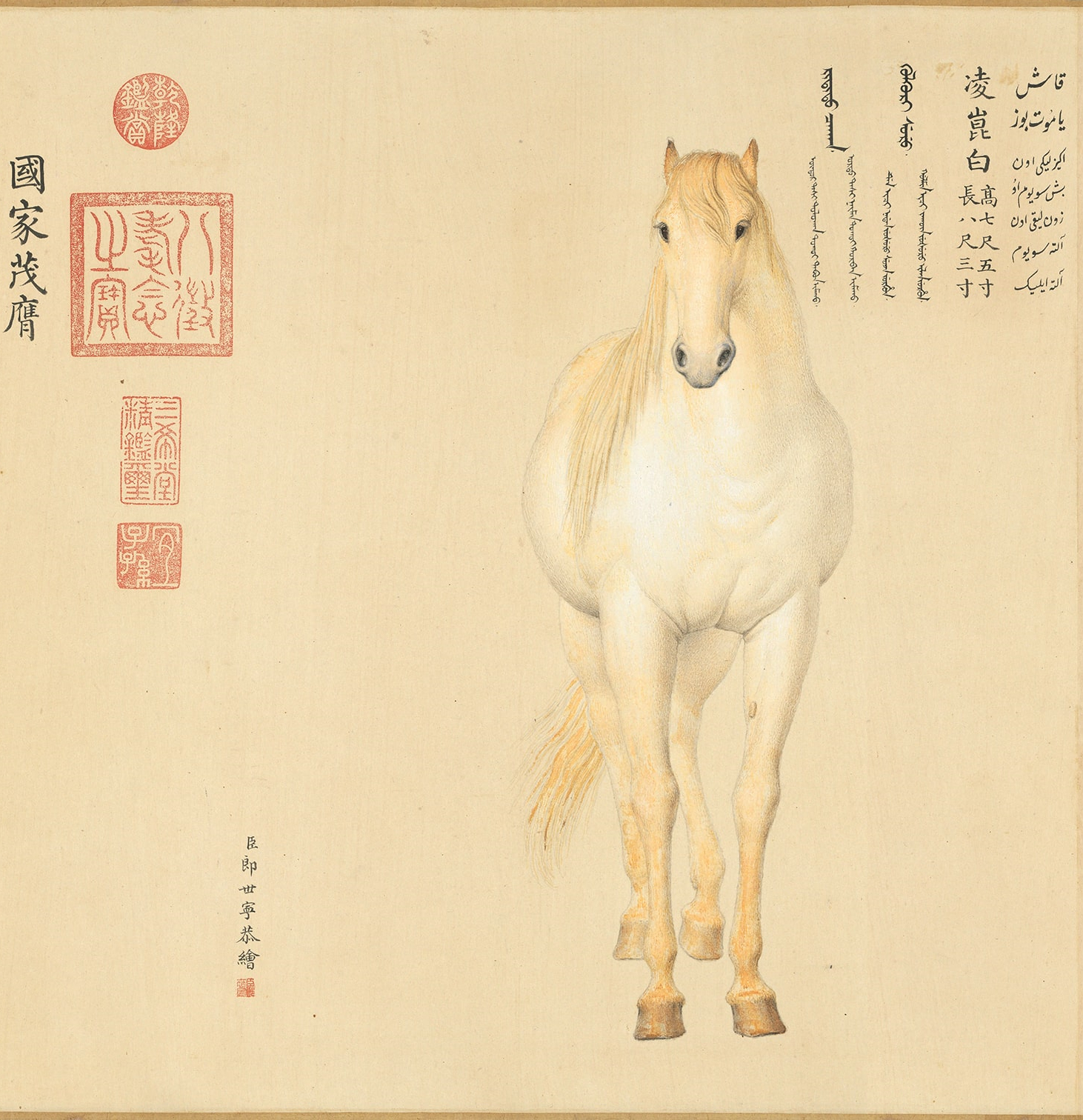
Lingkunbai (凌昆白), « Blanc glace ».

Représenté de face, ce cheval est de robe grise.

## Analyse
Ces peintures et le texte qui les accompagnent soulignent la situation de l'État afghan comme vassal de l'empire Qing. Les chevaux représentés n'ont pas de sexe identifiable, ce que Jean-Louis Gouraud attribue à la pudeur de Castiglione, qui a reçu une éducation jésuite. Les crins et le bas des membres de ces chevaux semblent teints au henné, ce qui semble cohérent avec la tradition afghane, indienne et perse.

## Parcours des peintures
Ces quatre peintures sont désormais considérées comme l'une des œuvres les plus fameuses de Castiglione. Elles sont conservées au musée national du Palais à Taïwan.